# Isabelle von Egloffstein
Titre
Épouse du prétendant au trône de Suwarrow
Depuis le 20 avril 2014
(10 ans, 10 mois et 22 jours)
Isabelle von Egloffstein ou Isabelle de Leiningen, connue aussi sous son nom russe de Ekaterina Feodorovna, née le 12 mars 1975 à Bamberg (Allemagne), est une comtesse allemande mais aussi une princesse de la famille de Linange par son mariage avec le prince Charles Emich de Leiningen. Elle est impératrice consort de l'Empire russe du Suwarrow, depuis l'acceptation de la couronne par son époux en avril 2014.

## Biographie

### Origines et mariage
Issue de la famille des Egloffstein, une famille aristocratique allemande, Isabelle von Egloffstein porte le titre de comtesse. 
Par la suite, elle rencontre le prince Charles Emich de Leiningen qu'elle épouse ensuite lors d’une cérémonie civile le 8 septembre 2007 au château d'Amorbach, et lors d'une cérémonie religieuse le 7 juin 2008 à Pappenheim. Le prince, veuf et divorcé, a déjà deux enfants. De cette union en naît un troisième : Emich de Leiningen, né en 2010.

### Empire de Suwarrow

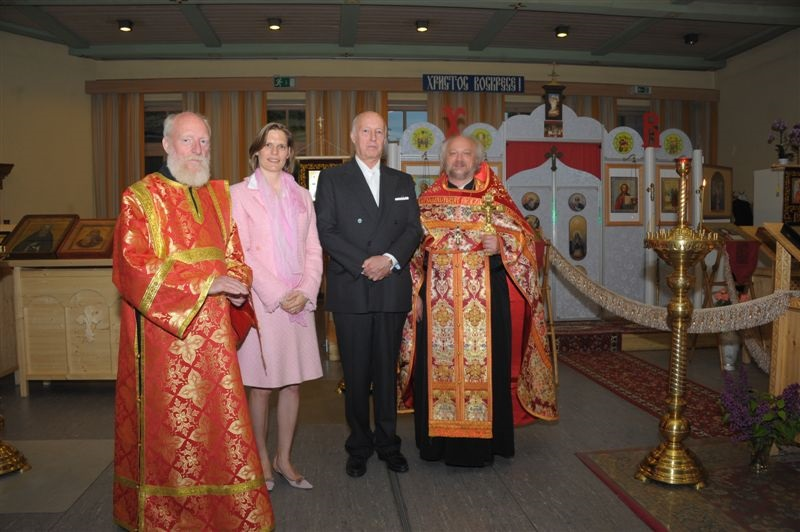
L'empereur et l'impératrice avec deux prêtres orthodoxes.

Au début des années 2010, le parti monarchiste russe, fondé par l'homme d'affaires Anton Bakov, reconnaît le prince comme l'héritier du trône de Russie, et affirme que la conversion, en date du 1er juin 2013, de lui-même ainsi que de sa femme Isabelle, du luthéranisme à l'orthodoxie, permettent au couple de prétendre à la succession. Lors de sa conversion, le couple a reçu les noms orthodoxes de Nikolai Kirillovich et Ekaterina Feodorovna. Depuis 2011, Bakov et ses partisans mettent en place la construction d'un nouvel État, avec plusieurs revendications territoriales, avec comme système celui d'une monarchie constitutionnelle fédérale qui se veut le successeur de l'Empire russe.
Le 20 avril 2014, Bakov et Charles Emich se mettent d'accord et signent conjointement la première Constitution de l'Empire, tout en déclarant que le prince accepte les propositions ainsi que le titre d'empereur. Il est officiellement proclamé empereur sous le nom de Nicolas III, en tant que successeur du dernier tsar Nicolas II. Son épouse, Isabelle, devient impératrice.